# Gayety
Ne doit pas être confondu avec le Gaiety Museum and Theatorium dans l'édifice Robillard
Le Gayety, appelé aussi Théâtre Gayety en français (Gayety Theatre en anglais) était une salle de spectacle montréalaise (Québec) ayant accueilli du vaudeville (à l'américaine), du théâtre français, un cinéma et enfin, dans les années 1940 et au début des années 1950, un cabaret célèbre dans lequel se produisit la danseuse burlesque Lili St-Cyr. Ensuite l'édifice changea de noms et d'utilisation.

## La création

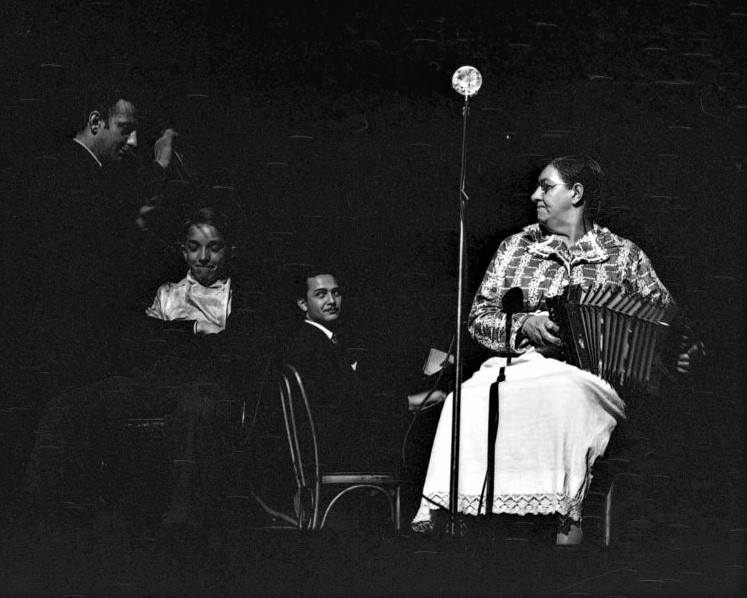
Une soirée d'amateurs en 1941

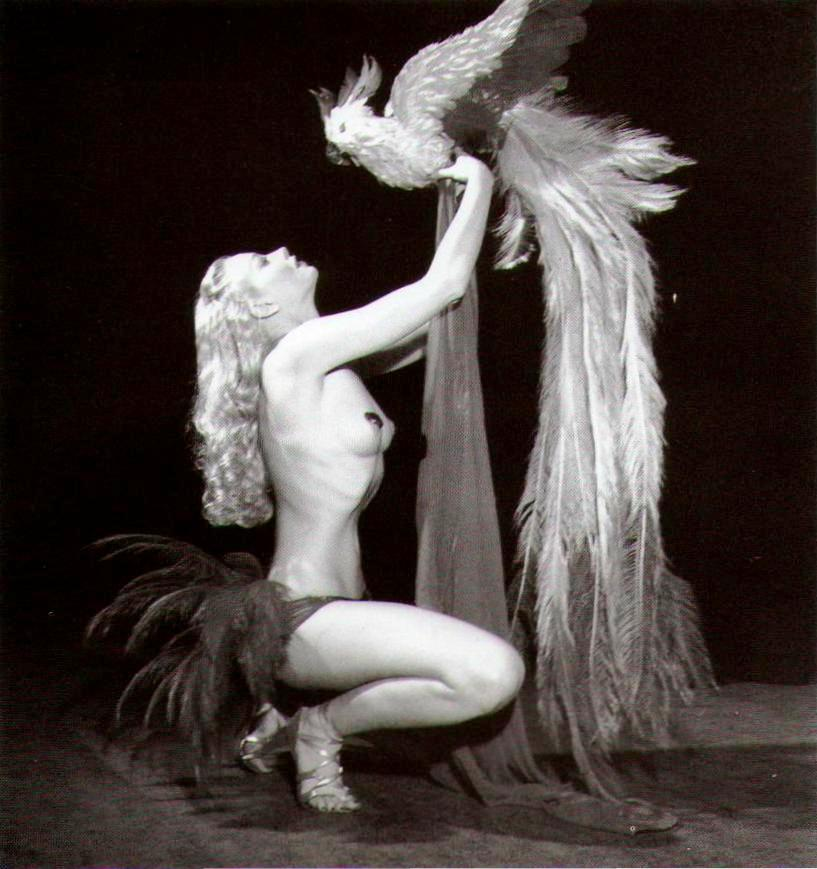
Lili St-Cyr en spectacle vers 1946

Situé au 86 rue Sainte-Catherine ouest à Montréal, le Théatre Gayety est en activité, sous ce nom, de 1912 à 1953. Alors que le vaudeville, le boulevard et le mélodrame sont déjà bien représentés à Montréal, le Gayety propose de mettre en honneur le spectacle bouffe, dit burlesque américain.
Le bâtiment, conçu par les architectes Ross et MacFarlane est terminé en 1912. Nommé le Gayety, le théâtre appartient à la Canadian Amusement Company, qui y présente des spectacles de variétés de style vaudeville, fortement inspirés par la scène new-yorkaise.
Après avoir été un théâtre et un cinéma (le Mayfair), le Gayety retrouve sa vocation initiale en 1941 en devenant un cabaret très couru qui s'inscrit dans la mouvance très populaire des fameux cabarets montréalais des années 1940.
Ensuite le bâtiment change à plusieurs reprises de noms, il est rénové et accueille divers types de spectacle, burlesque, concerts et théâtre.

## L'époque Lili St-Cyr
Le passage de Lili St-Cyr au Gayety et à Montréal marque l'époque. La sulfureuse danseuse est à l'affiche du Gayety à partir de 1944. Elle y reste jusqu'en 1951. Assez longtemps pour apprendre le français. Originaire de Minneapolis aux États-Unis, elle aime la France et goûte sa culture, comme le laisse deviner le choix judicieux de son nom de scène.
Son numéro le plus connu – dont elle est la conceptrice – ne manque ni d'humour ni de piment. Elle se présente dans sa baignoire, nue, le contraire eut été incongru... mais la dite baignoire est transparente. Heureusement sa pudeur est sauvegardée – un peu – par la survenue opportune de quelques bulles. Son spectacle consiste ensuite en un lent rhabillage... ce qui lui permet de respecter la lettre, si ce n'est l'esprit, d'une loi stipulant qu'une artiste ne peut quitter la scène avec moins de vêtements qu'elle n'en porte en y entrant.
Les prestations de Lili St-Cyr, sont très différentes des celles de ses concurrentes. Entre humour et sensualité – élégance ou indécence ? – elles suscitent l'engouement de spectateurs qui se pressent toujours plus nombreux au Théâtre Gayety. Elles ne manquent pas de s'attirer les foudres du clergé québécois, qui intente un procès au théâtre. Du coup, le public veut constater de visu, c'est bien normal, l'inadmissible inconvenance des exhibitions de la pécheresse pour le condamner en toute connaissance de cause. Cette publicité cléricale gratuite est une manne, littéralement, pour les propriétaires de l'établissement... À un point tel, qu'ils en font profiter leur star, qui touche jusqu'à 5 000 dollars par semaine, cachet faramineux pour l'époque.
Alain Bernardin fonde le Crazy Horse Saloon à Paris en 1951 après avoir vu le spectacle de Lili St-Cyr au Gayety.

## La reconversion
D'autres effeuilleuses se produisent au Gayety, Peaches et Gypsy Rose Lee notamment, mais le départ de Lili St-Cyr vers Hollywood et les poursuites policières entraînent la fermeture du Théâtre en 1953 et sonnent le glas de l'activité de cabaret à cette adresse.
En 1953, Jean Grimaldi et Michael Custom le rachètent et le baptisent Radio City pour y présenter du burlesque québécois. Après quelques années de franc succès, le Radio City doit fermer ses portes à son tour en 1956.
Cette même année, le comédien Gratien Gélinas achète le théâtre et le fait rénover par l’architecte André Blouin pour en faire la Comédie Canadienne, un véritable lieu de théâtre et un haut lieu de la chanson francophone. Au cours des années 1960, Gilles Vigneault, Monique Leyrac, Claude Léveillée, Jacques Brel, Barbara et Serge Reggiani y présentent des spectacles mémorables.
En 1972, le Théâtre du Nouveau Monde (TNM), que dirige alors Jean-Louis Roux, devient propriétaire du bâtiment, lequel accueille toujours aujourd'hui les créations de cette troupe.

## Le Gaiety Theatre

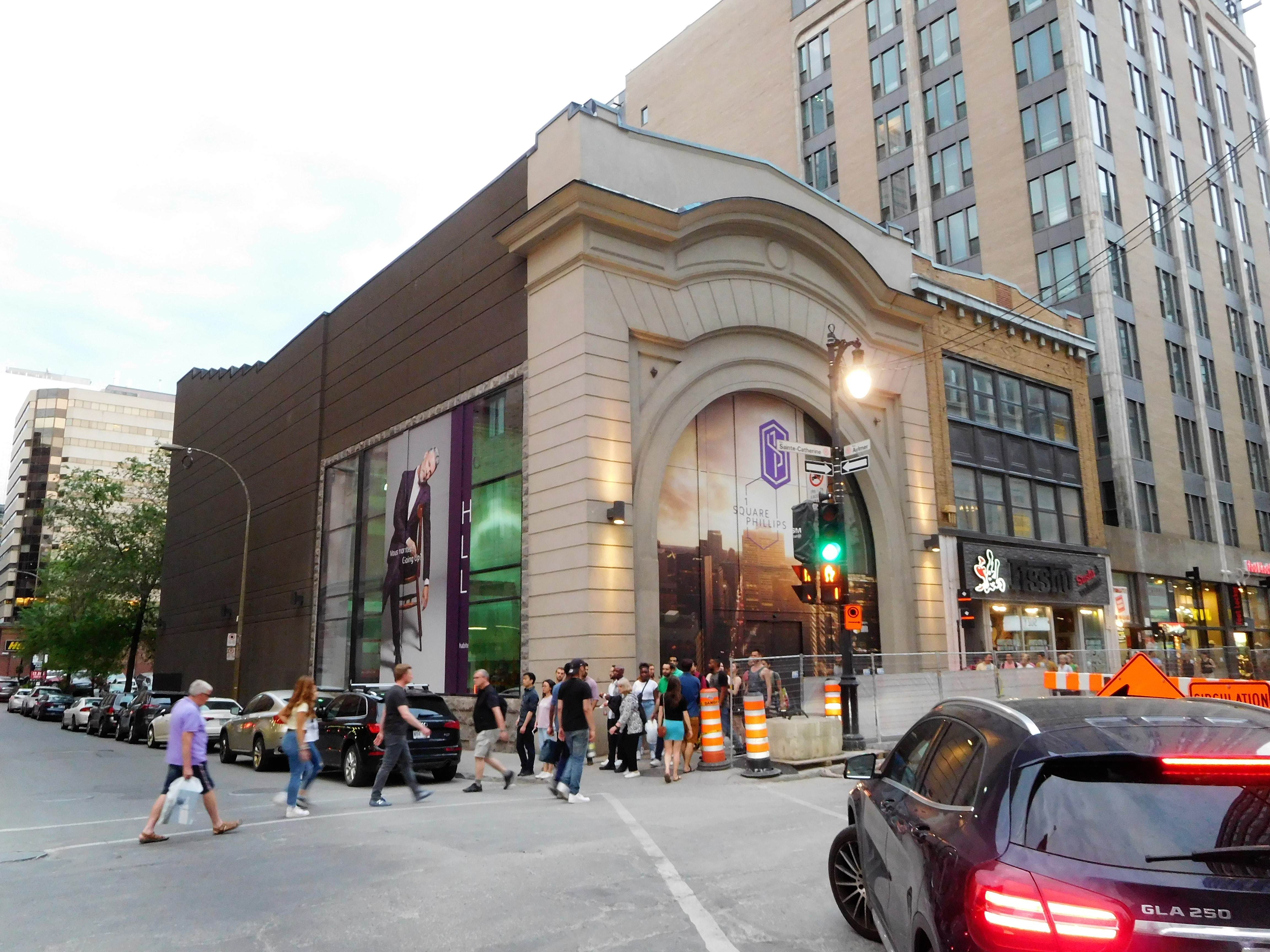
Gaiety Theatre

Il existe à Montréal un autre édifice qui porte un nom presque similaire au Gayety : le Gaiety Theatre (avec un i et non un y entre le a et le e). Il est situé au 539, rue Sainte-Catherine Ouest, donc dans la même artère que le Gayety mais plus à l'ouest. Il est inauguré en 1909, trois ans avant le Gayety.

## Sources et liens externes
- Bourassa, A. G. et Larrue, J. M., Les nuits de la Main : Cent ans de spectacles sur le boulevard St-Laurent (1891-1991), Montréal, Éditions VLB., 1993
- Jean-Cléo Godin, « Les gaietés montréalaises : sketches, revues », Études françaises, volume 15, numéro 1-2, avril 1979, p. 143-157 (lire en ligne).
- Site web du Théâtre du Nouveau Monde